# Гельголанд
Ге́льголанд (нім. Helgoland) — острови в Північному морі, на території Німеччини. Входить до складу федеральної землі Шлезвіг-Гольштейн. Має статус громади району Піннеберг‎, материкова частина якого виходу до моря не має. Населення становить 1307 осіб (станом на 31 грудня 2020). Площа 1,7 км². Острів розташований у Гельголандській бухті в південно-східній частині Північного моря, в гирлі річки Ельба. У 1807—1890 роках Гельголандом володіла Велика Британія.
Окрім німецької мови, місцеве населення — етнічні фризи — використовує гельголандський діалект фризької мови під назвою галундер. Назва Гельголанд перекладається як «священна земля», можливо завдяки тому, що в давнину острови пов'язували з богом Форсеті.
У минулому острови належали Данії та Великій Британії (1807—1890).

## Географія

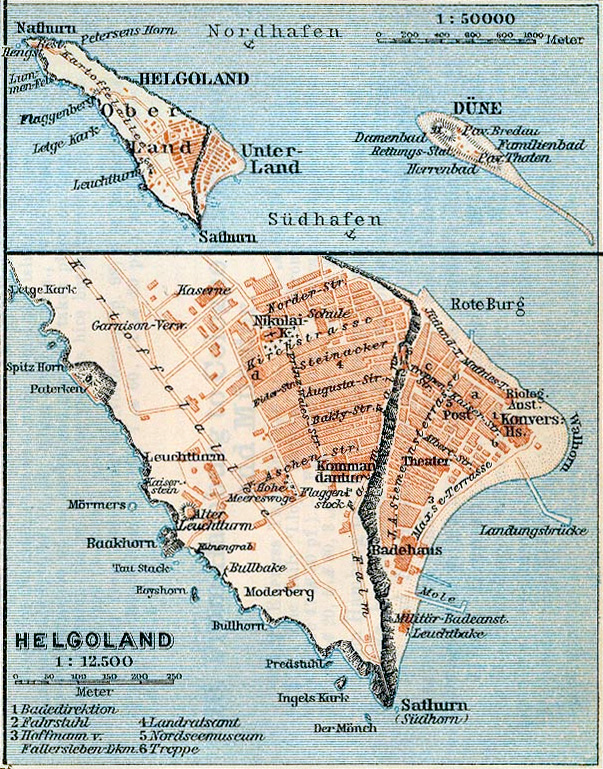
Мапа Гельголанду

Гельголанд знаходиться за 44 милі від берегів Німеччини і складається з двох островів: головного острова Гауптінсель на заході і Дюне («дюна», гельголандською de Halem) на сході.
Головний острів зазвичай поділяють на Унтерлянд («Нижня Земля», гельголандською: deät Deelerlun) і Оберлянд («Верхня Земля», гельголандською: deät Boperlun), що складається з плато, і Міттерлянду («Середня Земля») між ними на одній стороні острова; останнє з'явилось у ході «Великого удару» (дивіться нижче).
Острови були одним цілим до 1720 року, коли природний перешийок було знищено штормом. Найвища точка на головному острові сягає 61 м вище рівня моря. Хоч культурно острови ближче до Північної Фризії, адміністративно вони — частина району, що входить до землі Шлезвіг-Гольштейн. Головний острів має добру, гавань куди часто заходять яхти.

## Клімат
Гельголанд має дуже здоровий морський клімат. Повітря дуже чисте й майже не містить пилу, тому є ідеальним для алергетиків. На острові м'який морський клімат і дуже рідко трапляються температури нижчі за −5 °C. Зими часом тепліші, ніж у Гамбурзі, з температурами аж до 10 °C , оскільки холодні східні вітри тут слабкі. Весна зазвичай порівняно прохолодна, осінь на Гельголанді часто довша й тепліша, ніж поруч на материку, і за статистикою клімат загалом сонячніший.
| Клімат Гельголанду, 1981–2010 (1961–1990)            | Клімат Гельголанду, 1981–2010 (1961–1990) | Клімат Гельголанду, 1981–2010 (1961–1990) | Клімат Гельголанду, 1981–2010 (1961–1990) | Клімат Гельголанду, 1981–2010 (1961–1990) | Клімат Гельголанду, 1981–2010 (1961–1990) | Клімат Гельголанду, 1981–2010 (1961–1990) | Клімат Гельголанду, 1981–2010 (1961–1990) | Клімат Гельголанду, 1981–2010 (1961–1990) | Клімат Гельголанду, 1981–2010 (1961–1990) | Клімат Гельголанду, 1981–2010 (1961–1990) | Клімат Гельголанду, 1981–2010 (1961–1990) | Клімат Гельголанду, 1981–2010 (1961–1990) | Клімат Гельголанду, 1981–2010 (1961–1990) |
| Показник                                             | Січ.                                      | Лют.                                      | Бер.                                      | Квіт.                                     | Трав.                                     | Черв.                                     | Лип.                                      | Серп.                                     | Вер.                                      | Жовт.                                     | Лист.                                     | Груд.                                     | Рік                                       |
| Абсолютний максимум, °C                              | 11,1                                      | 11,1                                      | 12,8                                      | 19,6                                      | 23,9                                      | 25,6                                      | 28,7                                      | 28,1                                      | 24,4                                      | 19,3                                      | 15,9                                      | 12,9                                      | 28,7                                      |
| Середній максимум, °C                                | 4,7                                       | 4,1                                       | 5,8                                       | 9,2                                       | 13,1                                      | 16,1                                      | 18,9                                      | 19,4                                      | 16,9                                      | 13,3                                      | 9,2                                       | 6,2                                       | 11,5                                      |
| Середня температура, °C                              | 3,3                                       | 2,8                                       | 4,3                                       | 7,3                                       | 11,1                                      | 14,2                                      | 17,0                                      | 17,6                                      | 15,3                                      | 11,8                                      | 7,7                                       | 4,6                                       | 9,8                                       |
| Середній мінімум, °C                                 | 1,8                                       | 1,4                                       | 2,7                                       | 5,3                                       | 9,1                                       | 12,2                                      | 15,0                                      | 15,7                                      | 13,6                                      | 10,3                                      | 6,2                                       | 3,0                                       | 8,1                                       |
| Абсолютний мінімум, °C                               | −10,7                                     | −11,2                                     | −7                                        | −2,1                                      | 1,6                                       | 5,0                                       | 7,2                                       | 9,0                                       | 5,7                                       | 1,5                                       | −4                                        | −8                                        | −11,2                                     |
| Середня кількість сонячних годин на місяць           | 46,5                                      | 79,1                                      | 120,9                                     | 177,0                                     | 241,8                                     | 237,0                                     | 223,2                                     | 220,1                                     | 147,0                                     | 99,2                                      | 54,0                                      | 40,3                                      | 1686                                      |
| Норма опадів, мм                                     | 58.4                                      | 42.5                                      | 49.5                                      | 33.9                                      | 41.6                                      | 54.4                                      | 63.6                                      | 79.7                                      | 87.4                                      | 87.0                                      | 78.9                                      | 67.5                                      | 744.4                                     |
| ---------------------------------------------------- | ----------------------------------------- | ----------------------------------------- | ----------------------------------------- | ----------------------------------------- | ----------------------------------------- | ----------------------------------------- | ----------------------------------------- | ----------------------------------------- | ----------------------------------------- | ----------------------------------------- | ----------------------------------------- | ----------------------------------------- | ----------------------------------------- |
| Джерело: Météo Climat, German Meteorological Service |                                           |                                           |                                           |                                           |                                           |                                           |                                           |                                           |                                           |                                           |                                           |                                           |                                           |

| Клімат Гельголанду, 1990–2014              | Клімат Гельголанду, 1990–2014 | Клімат Гельголанду, 1990–2014 | Клімат Гельголанду, 1990–2014 | Клімат Гельголанду, 1990–2014 | Клімат Гельголанду, 1990–2014 | Клімат Гельголанду, 1990–2014 | Клімат Гельголанду, 1990–2014 | Клімат Гельголанду, 1990–2014 | Клімат Гельголанду, 1990–2014 | Клімат Гельголанду, 1990–2014 | Клімат Гельголанду, 1990–2014 | Клімат Гельголанду, 1990–2014 | Клімат Гельголанду, 1990–2014 |
| Показник                                   | Січ.                          | Лют.                          | Бер.                          | Квіт.                         | Трав.                         | Черв.                         | Лип.                          | Серп.                         | Вер.                          | Жовт.                         | Лист.                         | Груд.                         | Рік                           |
| Середня температура, °C                    | 3,6                           | 3,2                           | 4,7                           | 7,9                           | 11,4                          | 14,5                          | 17,4                          | 18,0                          | 15,7                          | 12,0                          | 7,9                           | 4,8                           | 10,1                          |
| Середня кількість сонячних годин на місяць | 44,9                          | 64,4                          | 125,3                         | 182,4                         | 231,9                         | 225,4                         | 227,6                         | 204,7                         | 141,6                         | 98,3                          | 48,5                          | 37,1                          | 1632                          |
| Норма опадів, мм                           | 56.5                          | 41.9                          | 37.4                          | 34.4                          | 41.4                          | 55.9                          | 101.9                         | 85.6                          | 89.2                          | 86.0                          | 72.7                          | 72.4                          | 775.1                         |
| ------------------------------------------ | ----------------------------- | ----------------------------- | ----------------------------- | ----------------------------- | ----------------------------- | ----------------------------- | ----------------------------- | ----------------------------- | ----------------------------- | ----------------------------- | ----------------------------- | ----------------------------- | ----------------------------- |
| Джерело: WeatherOnline.co.uk               |                               |                               |                               |                               |                               |                               |                               |                               |                               |                               |                               |                               |                               |

## Геологія

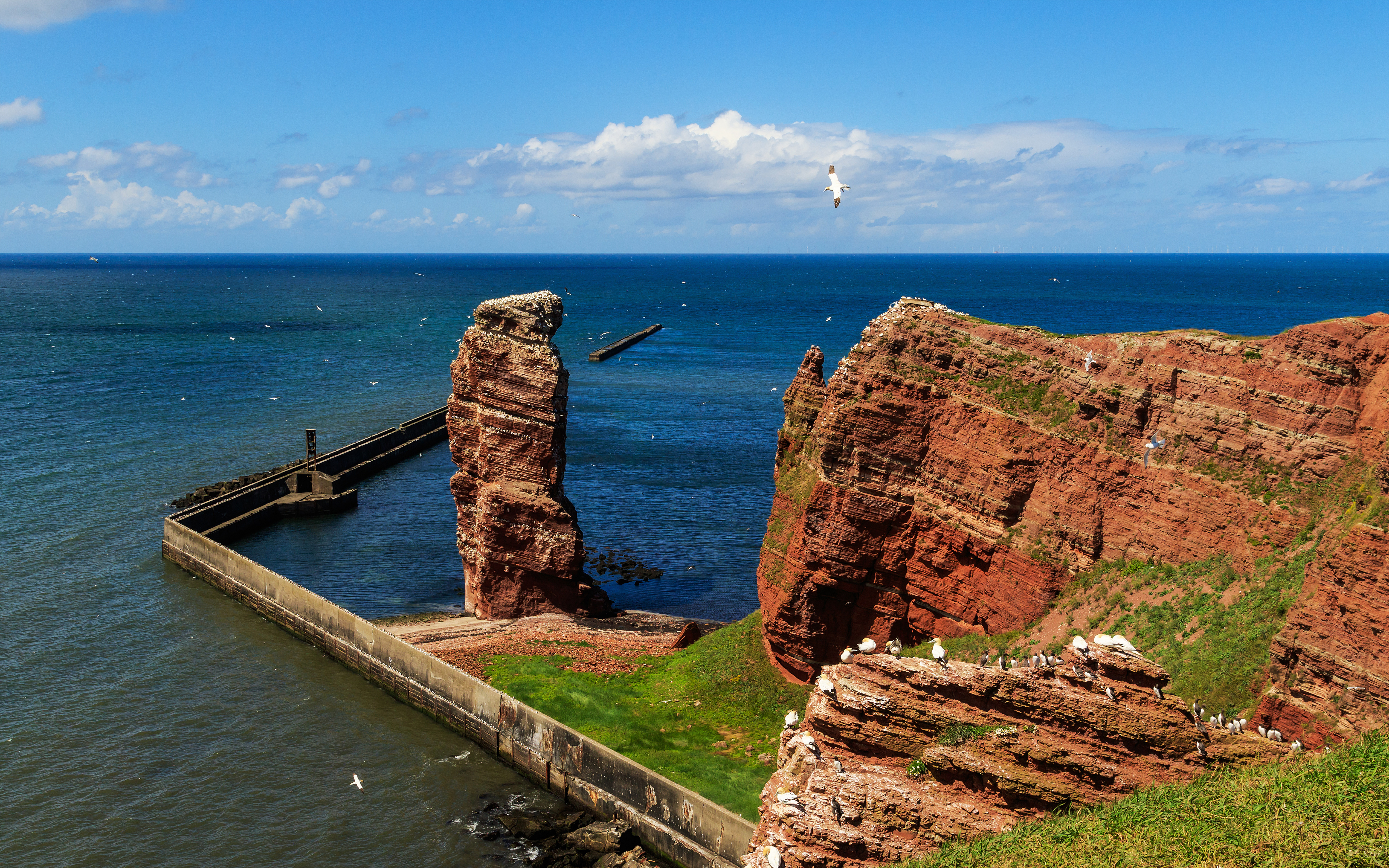
Мис Анна

Острів Гельголанд — геологічна аномалія, основний червоний колір ґрунту не властивий для островів Німецької бухти. Він характерний для скель уздовж континентального узбережжя Північного моря і сформований під час раннього Еоцену. Він молодший, ніж нашарування на материкових породах білої крейди, на кшталт білих пагорбів Дувру в Англії, і скель данських і німецьких островів Балтійського моря. Правда, існувала маленька крейдяна скеля біля Гельголанду на захід від острова, але до початку XVIII сторіччя шторми остаточно зруйнували її нижче за рівень моря.
Гельголандська скеля значно твердіша, ніж післяльодовикові морена і пісок, що сформували острови і берегові лінії на схід від острова. Тисячу років тому сучасний острів оточувало велике болото і дюни, які відокремлював від узбережжя на сході тільки вузький канал. Зараз, хоча натиск Північного моря роз'їв майже все його оточення, але саме скелясте ядро залишилося до цього дня. Маленький шматок Гельголандських піщаних дюн зберігся тільки на Гельголандському летовищі.

## Прапор

Прапор Гельголанду

Гельголандський прапор дуже подібний до його гербу. Триколор прапора з трьома горизонтальними смугами: зеленою, червоною і білою. Кожен з кольорів має своє символічне значення. Зелений відображає землю, червоний — край (червоні кручі Гельголанду), а білий — пісок. Це ж — у гаслі Гельголанду:
| Grün ist das Land, rot ist die Kant, weiß ist der Sand, das sind die Farben von Helgoland. |
За нижньонімецькою це звучить:«Grön is dat Land, rot is de Kant, witt is de Sand, dat sünd de Farven vun't hillige Land.»

## Історія

Прапор британської адміністрації Гельголанду, 1807—1890

Острів був населений, починаючи з доісторичних часів. Під водою біля острова були знайдені доісторичні мідні пластини, які майже напевно були зроблені в Оберланді.
У 697 році Радбод, останній фризький король, залишив тоді ще єдиний острів після його поразки від франків.
Традиційне господарство складалося з риболовлі, полювання на птахів і проведення суден. Окрім того, у деякі періоди Гельголанд був чудовим базовим пунктом для лову оселедців. Через це до 1714 року острів декілька разів переходив від Данії до герцогства Шлезвіг та Гамбургу. У серпні 1714 року його захопила Данія і володіла ним до 1807 року.
У 1807 році острів перейшов до Великої Британії під час Наполеонівських воєн. Він став центром контрабанди і шпигунства проти Наполеона. Тисячі німців втекли до Британії і Королівського німецького легіону через Гельголанд. У 1826 році Гельголанд офіційно став «морським курортом» і незабаром перетворився на популярний туристичний центр. Острів також привертав художників і письменників, особливо з Німеччини і навіть Австрійської імперії, наприклад Генріха Гейне. Він був притулком для революціонерів у 1830 і 1848 роках.
Гофман фон Фаллерслебен у 1841 році написав на тоді британському острові Гельголанд текст «Пісні німців». Пізніше вона стала гімном  Німецької Держави. У 1933 році гімном Третього Рейху стала тільки перша строфа (за якою виконувалася «Пісня Хорста Весселя», що офіційно не вважалася частиною гімну; в 1945 році заборонена  Контрольною радою). Тепер третя строфа є гімном об'єднаної  Німеччини.

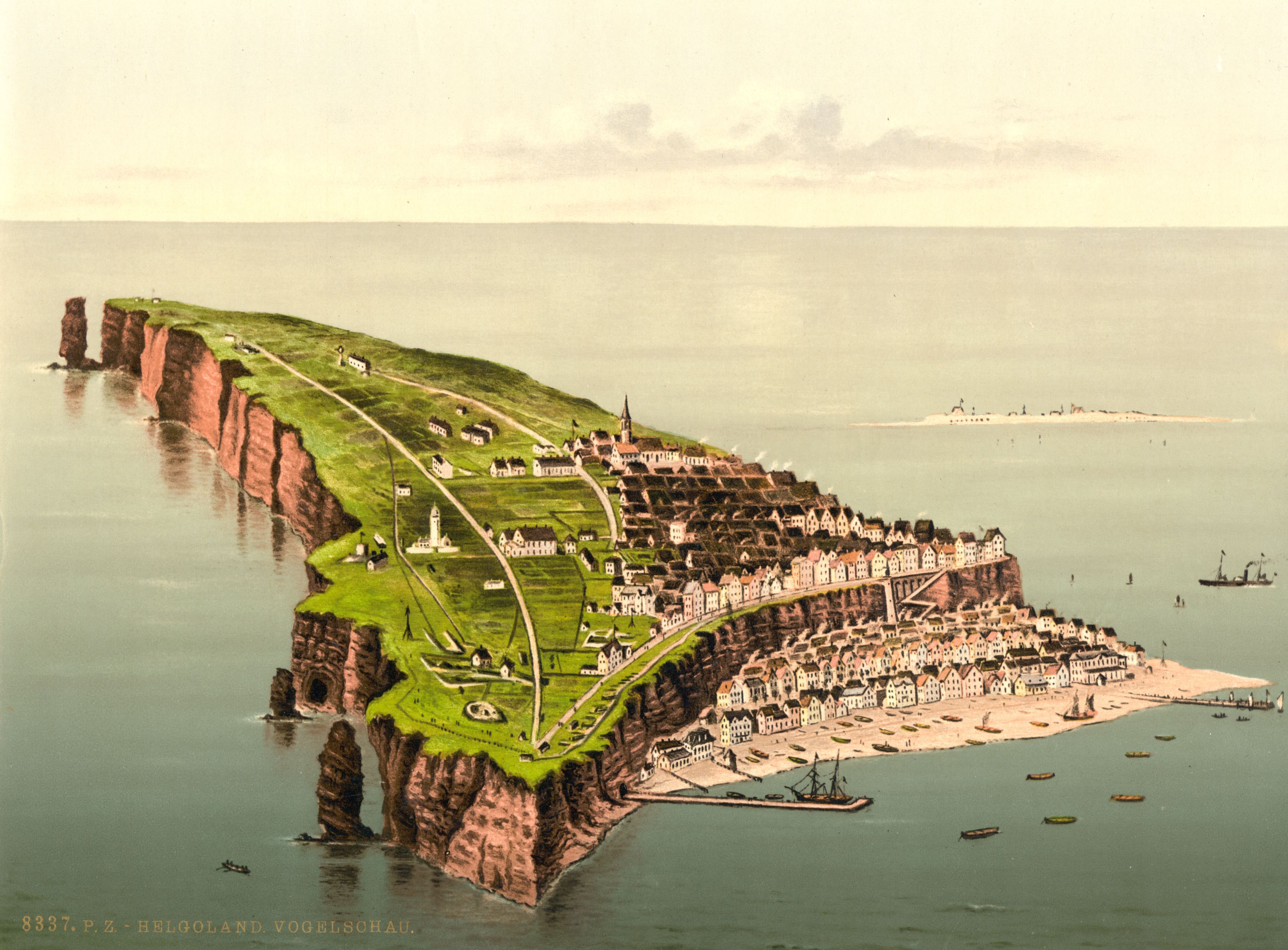
Вигляд Гельголанду з висоти пташиного лету 1890—1900

Велика Британія відмовилась від островів на користь Німецької імперії у 1890 за Занзібарським договором, тоді ж вона відмовилась від своїх інтересів на Мадагаскарі на користь Французької республіки, натомість ці країни визнавали інтереси Англії в Занзібарі.

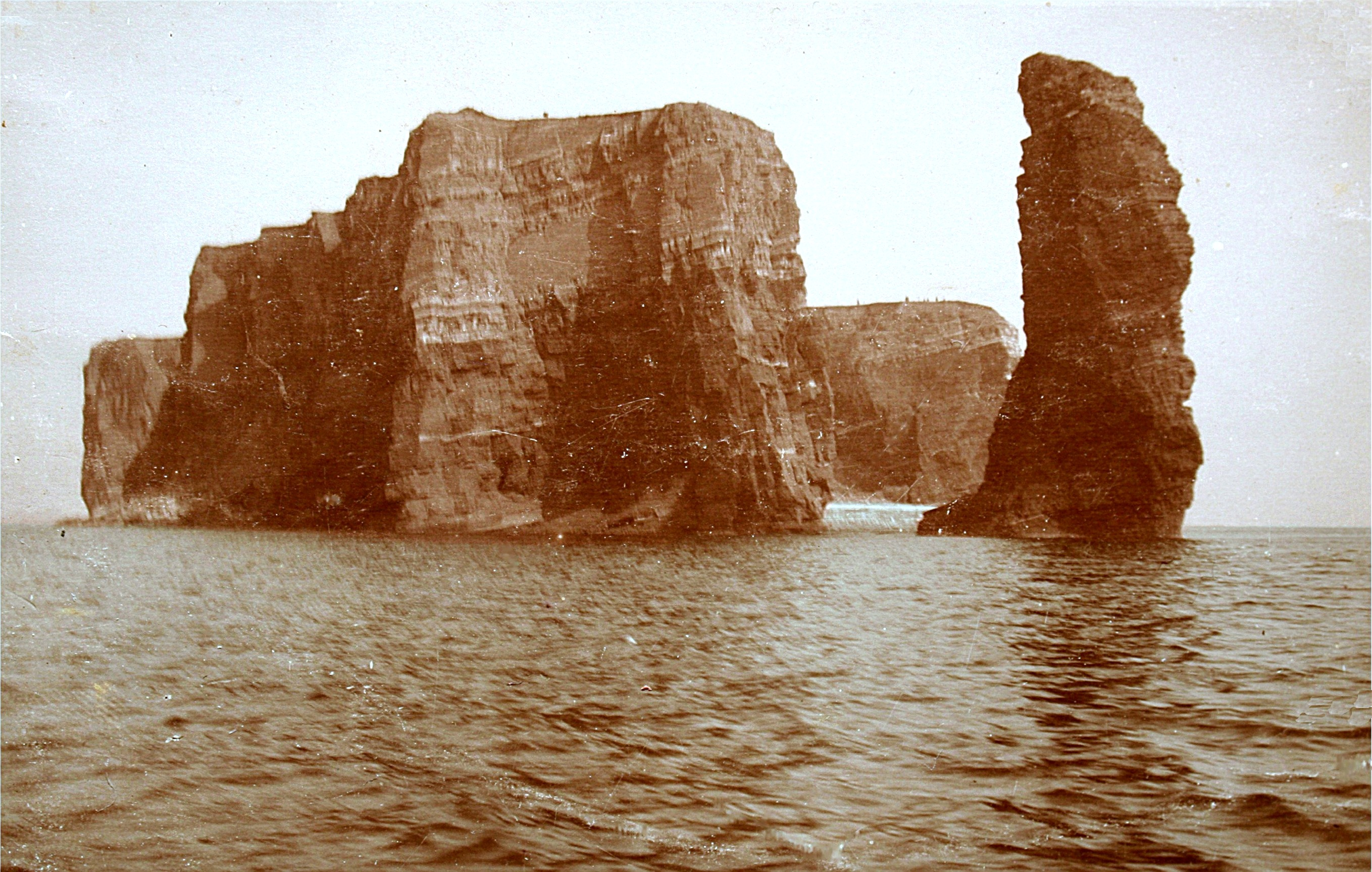
Гельголанд у 1929/30

Під владою Німецької імперії острови стали головною військово-морською базою, і протягом Першої світової війни цивільне населення було вивезене на материк. Острів'яни повернулися в 1918 році, але протягом нацистського періоду військово-морська база була відновлена.
З 1945-го до 1952 року ненаселені острови використовувалися як склад для бомб. 18 квітня 1947 року британський флот підірвав 6,800 тонн вибухових речовин у тротиловому еквіваленті. Ця подія відома як «Великий удар» або «Британський удар» і є найбільшим неядерним вибухом в історії людства.
У 1952 році на островах була відновлена юрисдикція Німеччини, якій довелося очистити величезну кількість не підірваного боєзапасу на головному острові й відбудувати будинки перед тим, як повернути населення. Нині Гельголанд є курортом і має статус вільної зони, оскільки він — частина ЄС, але не є членом митного союзу, тому економіка ґрунтується на продажі цигарок, алкогольних напоїв, парфумів і туризмі.

## Українські акценти
Улітку 1864 року за особисті кошти родини Ілля Мечников виїхав працювати на біологічну станцію острова Гельголанд для підготовки магістерської та докторської дисертацій. Головною ідеєю його досліджень стало уточнення еволюційного походження деяких ще несистематизованих безхребетних. Наразі на острові розатшована пам'ятна дошка Іллі Мечникова.